# Villa Strohl Fern
Pour les articles homonymes, voir Strohl et Fern.
La Villa Strohl Fern est un bâtiment de Rome situé viale David Lubin, à l'intérieur du parc de la Villa Borghèse, dans le quartier Pinciano.

## Historique

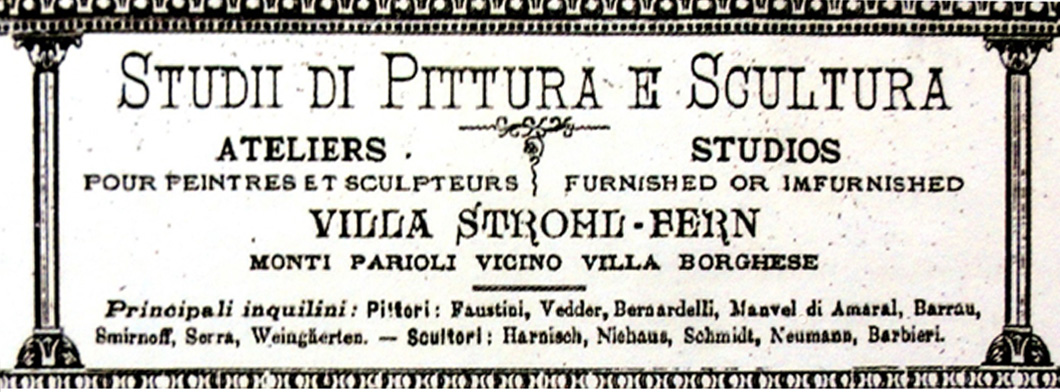
Studii di Pittura e Scultura, Ateliers pour peintres et sculpteurs / Studios meublés ou non meublés, in Guida Monaci, 1888

La villa est acquise en 1879 par l’aristocrate alsacien Alfred Wilhelm Strohl, passionné d’art et mécène à ses heures. Strohl se réfugie à Rome à la suite de l'annexion de sa province d’origine par l’ Allemagne après la défaite de la France lors de la guerre de 1870. Le nom de la villa est formé par son nom de famille et l'adjectif allemand « fern », signifiant libre ou loin de la patrie. Après sa mort, en 1927, Strohl est enterré dans le cimetière non catholique de Rome près de la Pyramide de Cestius et, en raison du testament, la propriété passe à l'Etat français, qui y installe en 1957 le Lycée Chateaubriand. Les entrées de la villa sont trois : la première n'est pas loin de piazzale Flaminio, la deuxième est à l'intérieur de la Villa Borghèse, viale Madama Letizia et la troisième est située à proximité du Musée Étrusque, près de la Villa Poniatowski. Pendant les dernières années, de nombreux parlementaires et exposants de la société civile n'ont pas négligé leur intérêt au sujet d'une possible mise en exergue culturelle de la villa.
Entre la fin du XIXe siècle et le début du XXe siècle, plusieurs artistes italiens et étrangers sont logés à la villa : des peintres comme Cipriano Efisio Oppo, Stéphanie Guerzoni, Francesco Trombadori, Amedeo Bocchi, Carlo Levi, Umberto Moggioli et Mikhaïl Aleksandrovitch Vroubel, la sculptrice allemande Clara Westhoff, l'écrivain autrichien Rainer Maria Rilke et de nombreux musiciens et lettrés.
Aujourd'hui la Villa Strohl Fern est considérée comme un lieu artistique majeur du XXe siècle, en particulier à l'aune de l'École romaine de peinture. Dans certaines occasions il est possible de visiter la grande étendue verte (environ 80 000 m2), mais en ce qui concerne les espaces intérieurs actuellement on peut visiter uniquement le cabinet de Trombadori.